# 헨리히 포케

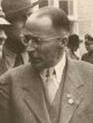

헨리히 포케(독일어: Henrich Focke, 1890년 10월 8일 ~ 1979년 2월 25일)는 독일의 항공기 제작자로 브레멘에서 태어났다. 그는 1909년에 글라이더와 최초의 동력기인 Kolthoff-Focke A 3호기를 제작했는데 Kolthoff-Focke A 3호기는 동력이 부족하여 비행하기에는 적합하지 않았다. 그가 1912년에 제작한 Kolthoff-Focke A 4호기가 비로소 동력 비행에 성공했다. 제 1차 세계 대전이 일어난 1914년에 게오르그 불프와 함께 포케불프 6호기를 제작했다. 제1차 세계 대전이 끝난 뒤에 포케와 불프는 포케불프 7호기를 제작했다. 1923년에 포케는 불프와 항공공학자 베르너 노이만(Werner Neumann)박사와 함께 포케와 불프의 이름을 딴 포케불프라는 항공기 제작회사를 설립했다. 1936년에 포케불프사는 세계에서 처음으로 오토자이로를 장착한 헬리콥터인 포케불프 61(FW-61}을 개발하여 베를린에서 시험비행에 성공했다. 1937년, 포케는 포케불프사를 떠나 게르트 아흐겔리스와 함께 헬리콥터 제작회사인 포케 아흐겔리스(Focke Achgelis)사를 설립했다.